# Mâu thuẫn

Sơ đồ này cho thấy mối quan hệ mâu thuẫn giữa các đề xuất phân loại trong hình vuông đối lập của logic Aristote.

Trong logic cổ điển, mâu thuẫn bao gồm một sự không tương thích logic giữa hai hay nhiều mệnh đề. Nó xảy ra khi các mệnh đề, được thực hiện cùng nhau, đưa ra hai kết luận thường là nghịch đảo của nhau về mặt logic. Minh họa một khuynh hướng chung trong logic ứng dụng, định luật không mâu thuẫn của Aristotle nói rằng "Người ta không thể nói về một cái gì đó vừa là đúng vừa là sai trong cùng một khía cạnh và cùng một lúc."